# Jack-o'-lantern

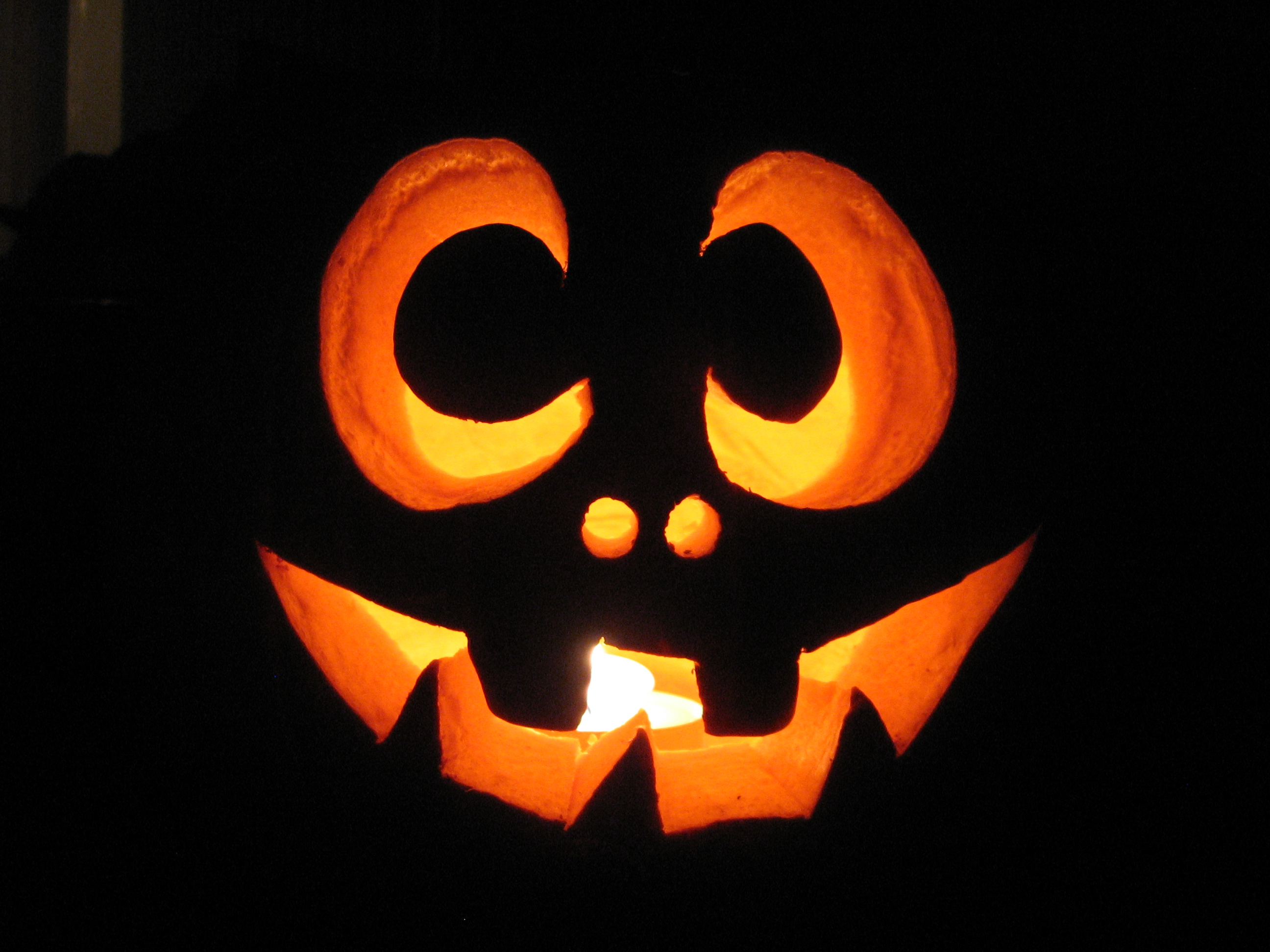
Jack-o'-lantern vyřezaná z dýně a osvětlená svíčkou

Jack-o'-lantern je svítilna používaná o svátku Halloween, dnes typicky vyřezaná z dýně a zevnitř osvětlená svíčkou. Původně byla lucerna (angl. „lantern“) vyřezávána z tuřínu, brambor nebo červené řepy a se svítícími uhlíky nebo svíčkou uvnitř. Tyto lucerny představovaly duše zemřelých milovaných bytostí a bývaly umístěny v oknech nebo na verandách, aby vítaly pozůstalé. Také sloužily jako ochrana proti zlým skřítkům.

## Původ tradice
Do USA tradici přinesli irští přistěhovalci v 19. století. V Americe tuříny nebyly vždy dostupné, proto se místo nich používaly dýně. Dýně jack-o'-lantern od té doby patří k Halloweenu a dnes je jeho typickým symbolem.
O původu jack-o'-lantern vypráví mnoho tradic a legend. Jedna z oblíbených je o irském darmošlapovi Jackovi, dobře známém pro své hospodské vlohy. Jack byl na Dušičky opilý tak, že jeho duše začala pomalu opouštět jeho tělo. Ďábel spatřil svou příležitost a přišel si pro něj okamžitě na zem. Jack byl zoufalý, chtěl se vyhnout svému osudu, prosil ďábla, aby mu povolil ještě poslední pivo. Ďábel souhlasil, ale řekl Jackovi, ať si zaplatí své pití sám, protože v pekle nepoužívají hotovost. Jack ale tvrdil, že ani on peníze nemá. Zeptal se proto ďábla, jestli by se na těch šest pencí nepřeměnil, Jack by zaplatil a ďábel by se pak přeměnil zpátky. Po zvážení ďábel uznal, že Jackovo přání je rozumné, a změnil se na šesták. Jack okamžitě popadl minci a strčil ji do své peněženky. Ďábel byl uvězněn, začal prosit a pak hrozit. Nakonec se dohodli, že Jack ďábla pustí, když slíbí, že mu dá ještě rok volnosti. Tak se i stalo. Netrvalo dlouho a Jack opět propadl pití.
Za rok ve stejný čas si ďábel znovu přišel pro Jackovu duši. Jack přemýšlel jak znovu podvést ďábla a zachránit se. Navrhl ďáblovi, že si může vzít jedno z lahodných jablek na blízké jabloni. Ďábel ale na jablka nedosáhl, proto mu Jack nabídl, aby mu vlezl na ramena a pro jablko se natáhl. Jakmile byl ďábel na stromě, vytáhl Jack z kapsy nůž a vyřezal do kmene kříž, aby ďábel nemohl slézt ze stromu. Pak ďáblovi domlouval, že už si pro něj nesmí nikdy znovu přijít. Rozzuřený a zoufalý slíbil ďábel Jackovi dalších deset let, jen když ho pustí ze stromu. Jackův život se poté opět vrátil do starých kolejí. Před dalším svátkem Všech svatých Jackovo tělo alkoholu podlehlo a Jack zemřel. Od brány nebes byl pro podlost v životě odvrácen, ale i ďábel ho odmítl od brány pekelné, protože mu přislíbil, že už pro něj nikdy více nepřijde a ať se vrátí odkud přišel. Na pomoc dostal Jack od ďábla žhavou hroudu uhlí, která jej měla provázet jeho cestou. Jack ji vložil do vydlabané řepy a od té doby mu svítila na jeho věčném putování. Lidé proto dávají rozsvícené dýně na okna a římsy, protože věří, že Jack nebo jiný zbloudilec si, v případě potřeby, tuto lucernu vezme, a dům tak zůstane ochráněn před duchy.
Na Hané se během Smrtné neděle vyřezávají(ly) dýně s očima, do nich byla dána hořící svíce. Tato dýně se nazývá Smrť. Před večerem ji nesou na plachtu za dědinu a házejí do vody.